# Tennis aux Jeux panaméricains de 1963
Navigation
1959 1967
Les compétitions de tennis aux Jeux panaméricains de 1963 ont lieu du 21 au 26 avril 1963 à São Paulo, au Brésil.

## Participants par nation
| Nation            | masculin | féminin |
| ----------------- | -------- | ------- |
| Brésil            | 4        | 4       |
| Canada            | 2        | 0       |
| Équateur          | 2        | 1       |
| États-Unis        | 2        | 2       |
| Jamaïque          | 2        | 0       |
| Mexique           | 4        | 4       |
| Pérou             | 1        | 1       |
| Porto Rico        | 2        | 0       |
| Trinité-et-Tobago | 3        | 2       |
| Uruguay           | 2        | 2       |
| Venezuela         | 2        | 0       |
| Total             | 26       | 16      |

## Médaillés
| Simple messieurs | Ronald Barnes (BRA)                      | Mario Llamas (MEX)                         | Francisco Contreras (MEX)               |  |  |  |
| Double messieurs | Brésil Ronald Barnes Carlos Fernandes    | Mexique Juan Arredondo Vicente Zarazua     | Brésil Thomaz Koch Iarte Adam           |  |  |  |
|                  |                                          |                                            |                                         |  |  |  |
| Simple dames     | Maria Esther Bueno (BRA)                 | Yola Ramírez (MEX)                         | Darlene Hard (USA)                      |  |  |  |
| Double dames     | États-Unis Carolyn Caldwell Darlene Hard | Brésil Maria Esther Bueno Maureen Schwartz | Mexique Yola Ramírez Elena Subirats     |  |  |  |
|                  |                                          |                                            |                                         |  |  |  |
| Double mixte     | Mexique Yola Ramírez Francisco Contreras | Brésil Maria Esther Bueno Thomaz Koch      | États-Unis Darlene Hard Frank Froehling |  |  |  |

## Tableau des médailles
| * | Pays hôte |

| Rang  | Nation     | Or | Argent | Bronze | Total |
| ----- | ---------- | -- | ------ | ------ | ----- |
| 1     | Brésil *   | 3  | 2      | 1      | 6     |
| 2     | Mexique    | 1  | 3      | 2      | 6     |
| 3     | États-Unis | 1  | 0      | 2      | 3     |
| Total | Total      | 5  | 5      | 5      | 15    |